# A Música segundo Tom Jobim
A Música Segundo Tom Jobim é um documentário brasileiro de 2012, dirigido por Nelson Pereira dos Santos e Dora Jobim que conta a história do cantor e compositor Tom Jobim.

## Sinopse
Documentário sobre um dos maiores nomes da música brasileira, Antônio Carlos Jobim. O filme mostra a trajetória musical do compositor de clássicos como "Garota de Ipanema", "Chega de Saudade" e "Águas de Março". Abordará a parceria com Vinicius de Moraes e a influência da música clássica em sua obra.